# Piłakno
Piłakno – jezioro w woj. warmińsko-mazurskim, w pow. mrągowskim, w gminie Sorkwity, leżące na terenie Pojezierza Mrągowskiego w dorzeczu Krutyni.

## Hydronimia
Według urzędowego spisu opracowanego przez Komisję Nazw Miejscowości i Obiektów Fizjograficznych (KNMiOF) nazwa tego jeziora to Piłakno.

## Morfometria
Powierzchnia zwierciadła wody według różnych źródeł wynosi od 237,5 ha do 259,0 ha do 262 ha.
Zwierciadło wody położone jest na wysokości 139,7 m n.p.m. Średnia głębokość jeziora wynosi 12,9 m, natomiast głębokość maksymalna 56,6 m.
W oparciu o badania przeprowadzone w 1998 roku wody jeziora zaliczono do II klasy czystości.
Powierzchnia zlewni całkowitej – 18,1 km². 

## Charakterystyka
Linia brzegowa dobrze rozwinięta, brzegi wysokie, częściowo zalesione. Dno urozmaicają liczne głęboczki. Jezioro zasilają nieliczne, małe cieki, największy uchodzi przy południowo-zachodnim brzegu.
Jezioro Piłakno składa się z dwóch wyraźnie wykształconych plos – północnego, o głębokości maksymalnej 39,0 m i środkowego, głównego, o głębokości maksymalnej 56,6 m. Południowo-zachodnia zatoka, o największym przegłębieniu sięgającym 16,5 m, przedzielona jest w połowie dużą wyspą.
Przy zachodnim brzegu jeziora znajdują się pozostałości po osiedlu nawodnym z wczesnej epoki żelaza (400-120 r. p.n.e.) – obecnie zalane wodami jeziora – z kultury kurhanów zachodniobałtyjskich. Drewniana zabudowa mieszkalna (o powierzchni użytkowej 70 na 100 m) usytuowana była na kilkuwarstwowym ruszcie z belek.
Kilkaset metrów na południowy wschód od osiedla nawodnego znajduje się cmentarzysko kurhanowe z tego samego okresu. Kurhany z kręgiem kamiennym i prostokątna komora grobowa, pochówki ciałopalne w popielnicach.
Przy południowo-wschodnim krańcu jeziora leży rezerwat Piłaki, który utworzono celem ochrony noclegowiska żurawi w okresie wędrówek, miejsc żerowania licznych gatunków ptaków oraz stanowisk rzadkich roślin.